# Ивайло Младенов
Ивайло Младенов е български лекоатлет роден на 9 октомври 1973 г. в град Враца. Най-големият му успех е златният медал, който печели на скок дължина на европейското първенство през 1994. Най-доброто му постижение в тази дисциплина е 8.33 м, което постига през 1995 в Севиля, което е и национален рекорд на България и до днес.

## Успехи
| Година | Турнир                      | Град                   | Резултат | Extra |
| ------ | --------------------------- | ---------------------- | -------- | ----- |
| 1992   | Световно за младежи         | Сеул, Южна Корея       | 3-ти     | 7.68  |
| 1993   | Mobille Gran Prix(final)    | Лондон, Великобритания | 2-ри     | 8.20  |
| 1993   | Световно първенство         | Щутгарт                | 5-и      | 8.00  |
| 1993   | Световно първенство(зала)   | Торонто, Канада        | 6-и      | 7.87  |
| 1994   | Европейско първенство(зала) | Париж, Франция         | 4-ти     | 8.07  |
| 1994   | Европейско първенство       | Хелзинки, Финландия    | 1 място  | 8.09  |
| 1995   | Световни военни игри        | Рим, Италия            | 3-ти     | 7.95  |
| 1995   | Световно първенство         | Гьотеборг              | 8-и      | 7.93  |